# 加乃隆

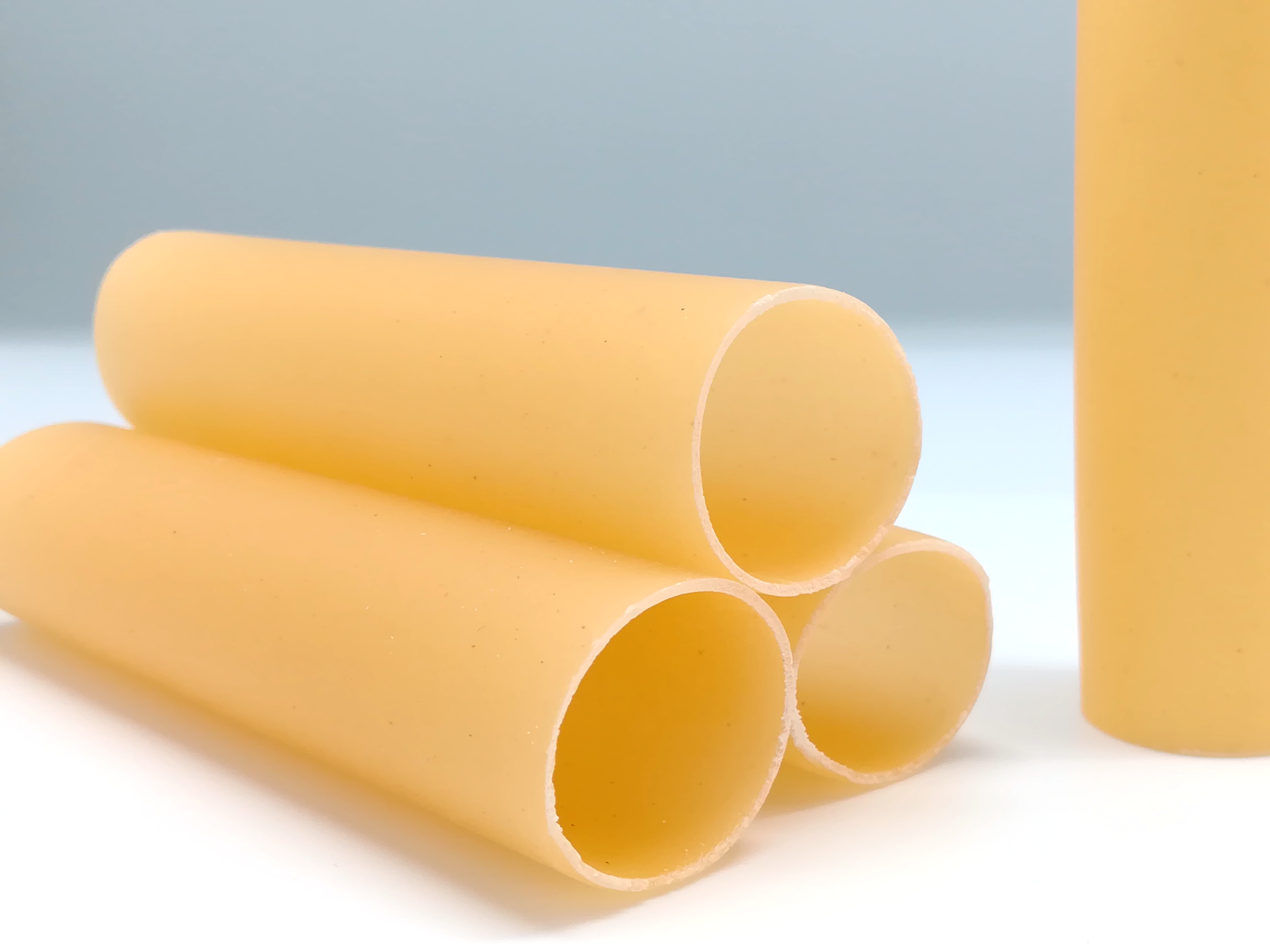
加乃隆

加乃隆（義大利語：Cannelloni）既指一种意麵，也指用这种意麵做出来的美食。
加乃隆是一种圆柱形的意大利面，经常包着肉酱、蔬菜甚至鱼肉一起被用于意式烹饪，其意大利语原名cannelloni意思是泄房顶雨水的圆柱形管道。有时也被叫做manicotti。
有趣的是，加乃隆并不是在意大利吃的最多。几个世纪以来西班牙加泰罗尼亚地区和意大利南部商业往来和共同相处，引起文化交流，尤其是两个地区的饮食方面的交流，以至于现在加乃隆是加泰罗尼亚地区的特色菜，整个西班牙都在吃。
对意大利加乃隆的仿制是19世纪由一些巴塞罗那资产阶级家庭的意大利厨师引入加泰罗尼亚美食的。很快流行到所有的社会阶层，当然为了适应加泰罗尼亚口味也对它做了一些修改。虽然在19世纪到20世纪初的加泰罗尼亚饮食菜谱里都无法找到它的做法，加泰罗尼亚式的加乃隆仍被看作是该地区的特色。
在加泰罗尼亚地区，加乃隆、还有几乎所有的烤製意大利面都不会有嚼劲，而是煮软后沾上点面包糠烤製，这样外皮会酥脆。另一个加泰罗尼亚加乃隆和意大利加乃隆的明显区别是，肉是烤好的，然后入平底锅煎，接下来再剁泥，而意大利博伦亚式的加乃隆是直接用剁碎的肉和入煎好的胡萝卜、芹菜做的。
最传统的做法是加乃隆饱蘸有芝士碎的奶糊浆，沾上面包糠入炉烘烤。
由于大量意大利移民涌入阿根廷和乌拉圭，加乃隆在这两个国家也非常流行。
加乃隆的发明（或者说完善）得益于Gioachino Rossini，他不仅擅长品评美食，更是一位出色的厨师。最原始的Rossini加乃隆的肉馅里有鹅肝、蘑菇或菌块、甜酒，蘸上奶糊，巴马芝士和/或菌块碎。后来出现了不同版本的加乃隆，馅可能是里考塔，火腿，不同的肉，菠菜，加上白酱油和番茄酱。